# Gašper Vinčec
Gašper Vinčec (Koper, Yugoslavia, 5 de abril de 1981) es un deportista esloveno que compitió en vela en la clase Finn.
Ganó una medalla de bronce en el Campeonato Mundial de Finn de 2007 y una medalla de bronce en el Campeonato Europeo de Finn de 2005. Participó en dos Juegos Olímpicos de Verano, en los años 2004 y 2008, ocupando el séptimo lugar en Pekín 2008, en la clase Finn.

## Palmarés internacional
| \| Campeonato Mundial \| Campeonato Mundial \| Campeonato Mundial \| Campeonato Mundial \| \| Año \| Lugar \| Medalla \| Clase \| \| ------------------ \| ------------------ \| ------------------ \| ------------------ \| \| 2007 \| Cascaes (Portugal) \| Medalla de bronce \| Finn \| \| Campeonato Europeo \| \| \| \| \| Año \| Lugar \| Medalla \| Clase \| \| 2005 \| Kalmar (Suecia) \| Medalla de bronce \| Finn \| |                    |                   |       |
| Campeonato Mundial |                    |                   |       |
| Año | Lugar              | Medalla           | Clase |
| 2007 | Cascaes (Portugal) | Medalla de bronce | Finn  |
| Campeonato Europeo |                    |                   |       |
| Año | Lugar              | Medalla           | Clase |
| 2005 | Kalmar (Suecia)    | Medalla de bronce | Finn  |